# Synalpheus brevicarpus
Synalpheus brevicarpus är en kräftdjursart som först beskrevs av Herrick 1891.  Synalpheus brevicarpus ingår i släktet Synalpheus och familjen Alpheidae. Inga underarter finns listade i Catalogue of Life.